# Эгирин
Эгирин (от древнесканд. Ægir — Эгир, скандинавский бог морей) — минерал, силикат группы моноклинных пироксенов.

## Состав
Обычен изоморфизм Na+Fe3+ (Mg, Fe2+) с переходом при сод. NaFe [Si2O6] < 70 мол. % в эгирин-авгит; отмечаются примеси Al2O3 (до 6 %), TiO2 (до 0,25 %), Nb2O5, MnO, BeO, ZrO2, иногда V2O3, SrO, Ta2O5. Встречается в виде отдельных длиннопризматических до тонкоигольчатых кристаллов, вытянутых вдоль [100], обычны иглы, длиннопризматические кристаллы в виде вкрапленников в породах, радиально-лучистые агрегаты, спутанноволокнистые образования, сферолиты.

## Свойства
Цвет от чёрного, зеленовато-чёрного в крупнокристаллических выделениях до зелёного и светло-зелёного в тонковолокнистых массах; иногда бурый, красновато-бурый (акмит); известен и почти бесцветный эгирин. Блеск стеклянный. В краях полупрозрачен или прозрачен. Хрупкий. Спайность ясная по {110}. Излом ступенчато-раковистый до занозистого у тонкоигольчатых агрегатов и сферолитов. Твёрдость 6,0 — 6,5. Черта светло-зелёная. Удельный вес 3,4 — 3,6.

## Происхождение
Типичен для щелочных интрузивов и связанных с ними пегматитов в ассоциации с нефелином, ортоклазом, эвдиалитом, титанитом, астрофиллитом, лампрофиллитом, арфведсонитом и др. — Хибинский и Ловозерский массив, в фенитах (Ловозерские тундры, Мурманская область. Встречается в Вишневые горы, Челябинская область.
Известен в некоторых щелочных гранитах (Буджи, Нигерия). Установлен эгирин метаморфического происхождения в глаукофан-рибекитовых сланцах (Беси-Сиратаки, Япония). В ассоциации с натриевыми амфиболами известен в некоторых железистых кварцитах Украины. Описан эгирин-авгит из полосчатых Be-содержащих парагнейсов (район озера Сил, п-ов Лабрадор, Канада).